# Albany (California)
Albany es una ciudad del condado de Alameda, en el estado de California (Estados Unidos). Según el censo de 2000 tenía una población de 16.444, y en 2005 contaba con 15.994 habitantes.

## Demografía
| 16 506                     | 16 676 | 16 533 | 16 374 | 16 180 | 15 994 |
| (Fuente: [cita requerida]) |        |        |        |        |        |

## Historia
En 1908, un grupo local de mujeres protestaron por la corrupción y el malgasto de dinero en su comunidad. Armadas con dos escopetas y un rifle del calibre 22, se enfrentaron con los conductores de los vagones cerca de lo que ahora es la esquina de la avenida San Pablo y la calle Buchanan. Las mujeres obligaron a los conductores a marcharse. Poco después, los residentes del pueblo votaron para incorporarse oficialmente como la ciudad de Ocean View.

En 1909, los votantes cambiaron el nombre de la ciudad, principalmente para distinguirla de la ciudad de Berkeley que había sido llamada igual previamente. En una votación de 38 a 6 la ciudad fue renombrada en honor de Albany, Nueva York, lugar de nacimiento del primer alcalde, Frank Roberts.
En 2008 Albany celebró su centenario. Se realizaron encuestas para escoger un nuevo lema de la ciudad, el actual es «Gateway to Northern Alameda County» («Puerta de entrada al norte del condado de Alameda»).

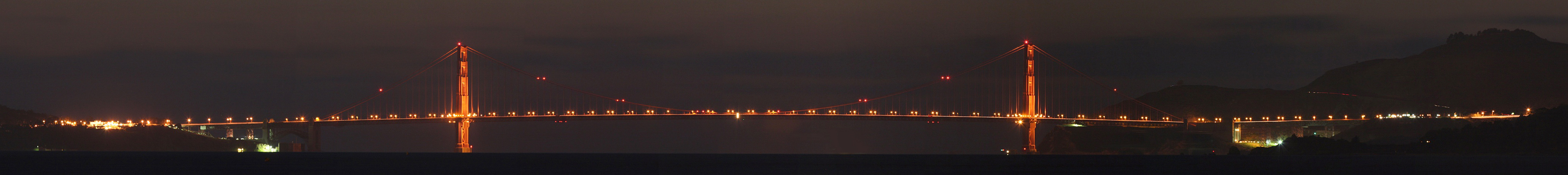
Vista de la bahía y el puente Golden Gate desde Albany.

## Educación
El Distrito Escolar Unificado de Albany gestiona las escuelas públicas.